# Barringtonita
La barringtonita és un mineral de la classe dels carbonats. Rep el seu nom de Barrington Tops (Nova Gal·les del Sud, Austràlia) indret on es va trobar per primera vegada. Aquest mineral no ha estat aprovat per l'IMA a causa que les dades químiques i cristal·logràfics existents són incertes.

## Característiques
La barringtonita és un carbonat de fórmula química MgCO₃·2H₂O. Cristal·litza en el sistema triclínic. Apareix en forma d'agulles i fibres que irradien, de fins a 0,03 mm, en incrustacions nodulars.
Segons la classificació de Nickel-Strunz, la barringtonita pertany a «05.CA - Carbonats sense anions addicionals, amb H₂O, amb cations de mida mitjana» juntament amb els següents minerals: lansfordita, nesquehonita i hel·lyerita.

## Formació i jaciments
Es creu que la barringtonita es forma per lixiviació de magnesi a partir de basalt d'olivina sota una cascada a causa de l'aigua meteòrica. Va ser descoberta a les cascades Rainbow, al rierol Semphil, a Barrington Tops (Nova Gal·les del Sud, Austràlia) i també ha estat trobada a mina Sounion número 19, a Làurion, (Àtica, Grècia). Sol torbar-se associada amb nesquehonita.